# Steinebach (Wörthsee)

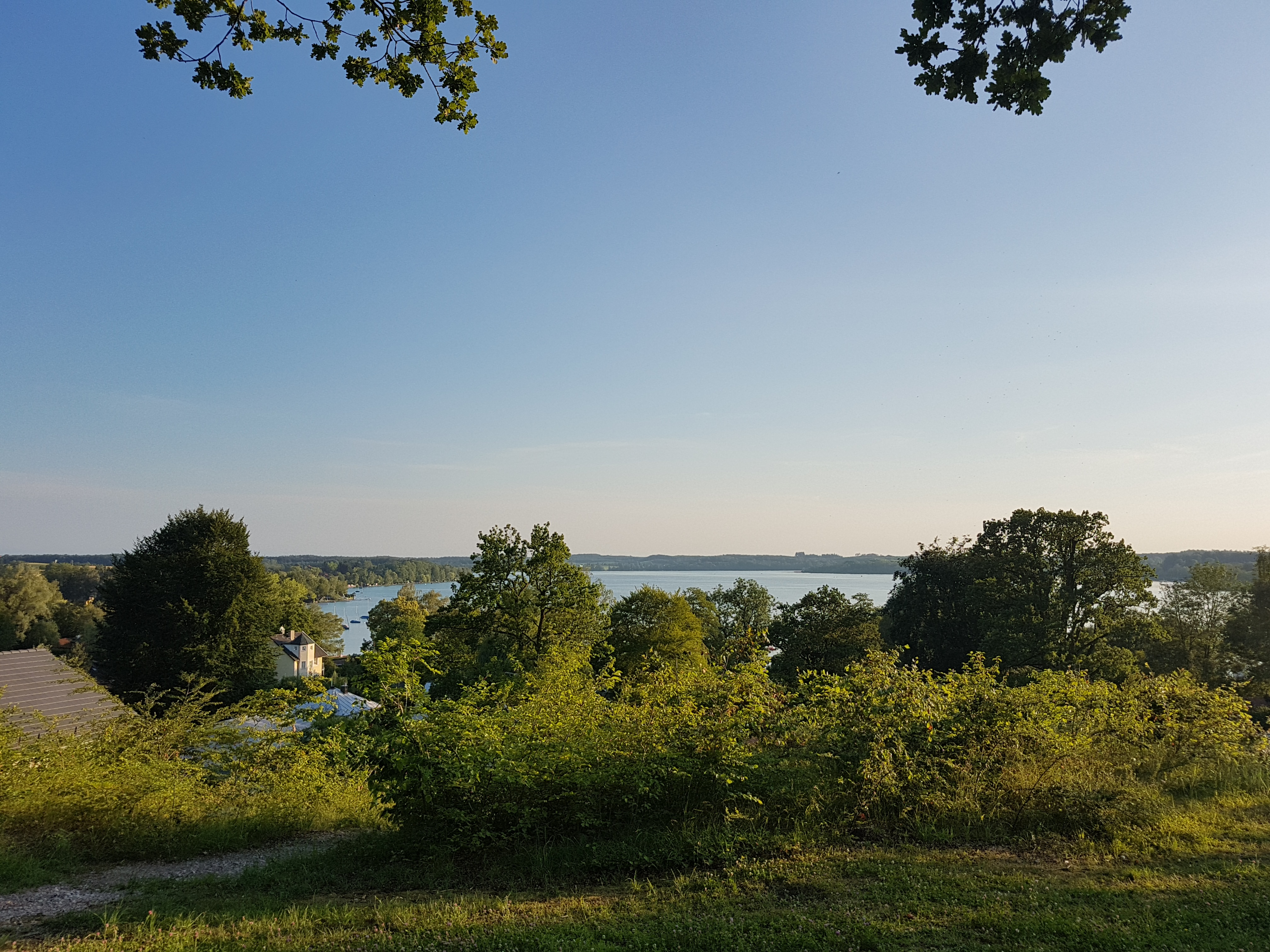
Der Wörthsee, von Steinebach aus gesehen

Steinebach ist ein Gemeindeteil und ein Pfarrdorf der Gemeinde Wörthsee im oberbayrischen Landkreis Starnberg. Es ist der größte Gemeindeteil und Sitz der Gemeindeverwaltung.

## Lage
Steinebach ist der südlichste Gemeindeteil Wörthsees. Der Ort befindet sich unterhalb der Bundesautobahn 96 und liegt, zusammen mit Walchstadt, am 4,34 km² großen Wörthsee. Am Steinebacher Ufer des Wörthsees gibt es ein Strandbad. Steinebach grenzt in Südwesten an Hechendorf, einen Gemeindeteil der Gemeinde Seefeld, im Südosten an Meiling, ebenfalls Gemeindeteil Seefelds, und im Osten an die Gemeinde Weßling.

## Geschichte
Auf dem Gebiet des heutigen Gemeindeteils siedelten bereits in der Latènezeit Menschen. Erstmals urkundlich erwähnt wurde Steinebach zwischen 912 und 932 im Rahmen einer Schenkung Bischof Odalfrids von Eichstätt an das Stift Herrieden in Mittelfranken. Seit dem Ende des 11. Jahrhunderts gehörte der Ort zum Herrschaftsbereich des Adelsgeschlechts „Walchun“. Daran erinnern heute noch die Befestigungsreste einer ungefähr 50 Meter langen ovalen und aus Tuffstein erbauten Burganlage oberhalb der Kirche St. Martin. Zu den Besitzern der Burg gehörten im Laufe der Zeit auch freie Herren im Gefolge der Grafen von Wittelsbach und der Grafen von Andechs. Auch ein Besitz Steinebachs durch die Münchner Patrizierfamilie Kazmair ist nachgewiesen. 1818 entstand im Zuge des zweiten bayerischen Gemeindeediktes die politische Gemeinde Steinebach, der das benachbarte Auing zugeordnet wurde.
Durch die Eröffnung der Bahnstrecke von München-Pasing nach Herrsching im Jahr 1903 wuchs die Bevölkerung Steinebachs an. Auch als touristisches Ziel und Naherholungsort konnte sich der Ort daraufhin etablieren. Badeanstalten und Pensionen wurden entlang des Wörthseeufers errichtet.
Bei der Landtagswahl 1932 wurde in Steinebach überwiegend die NSDAP gewählt. Für Adolf Hitler als Reichspräsidenten stimmten bei der Reichspräsidentenwahl 1932 161 Menschen, für Paul von Hindenburg 159 Menschen. Bei der ersten Bundestagswahl 1949 gaben die meisten Bewohner Steinebachs ihre Stimme für die Bayernpartei ab, dicht gefolgt von der CSU. Nach dem Ende des Dritten Reichs und dem Einmarsch der Alliierten lebten von 1945 bis 1948 US-Amerikaner in Steinebach, die wegen der großen Wohnungsnot Häuser und Wohnungen am See für sich nutzten. 
Durch den Zusammenschluss Steinebachs mit Etterschlag am 1. Januar 1972 entstand die Gemeinde Wörthsee. Seit 1972 ist Steinebach mit der gleichnamigen und von der S-Bahnlinie S8 bedienten Haltestelle an das Netz der S-Bahn München angeschlossen. Die S-Bahn-Haltestelle ist außerdem die einzige auf dem Gemeindegebiet Wörthsees.

## Sehenswürdigkeiten
Siehe auch: Liste der Baudenkmäler in Wörthsee
Sehenswürdigkeiten in Steinebach sind
- die barocke Kirche St. Martin und die moderne Pfarrkirche Zum Hl. Abendmahl
- das ehemalige Empfangsgebäude des Bahnhofs Steinebach, das 1996 restauriert und danach von 1997 bis 2011 als Gastronomiebetrieb „Steinebacher“ mit Live-Musik genutzt wurde
- die Dietrich-Marien-Kapelle am südöstlichen Ortsende